# Philo Farnsworth
Philo Taylor Farnsworth (19 sierpnia 1906 - 11 marca 1971), amerykański wynalazca i pionier telewizji. Twórca wielu wynalazków, które miały kluczowe znaczenie dla wczesnego rozwoju elektronicznej telewizji. Najbardziej znany z wynalezienia pierwszego w pełni funkcjonalnego urządzenia pozwalającego uzyskać elektroniczny obraz (CRT) – dysektora. Opracował również pierwszy w pełni funkcjonalny i kompletny  elektroniczny system telewizyjny i jako pierwszy zaprezentował go publicznie. Farnsworth stworzył układ telewizyjny wraz z odbiornikiem i kamerą, który był produkowany przez firmę  Farnsworth Television and Radio Corporation od 1938 do 1951 roku.
W późniejszym okresie życia Farnsworth wynalazł urządzenie do przeprowadzania reakcji termojądrowej – fuzor Farnswortha-Hirscha (potocznie fuzor). Chociaż nie znalazł on praktycznego zastosowania w wytwarzaniu energii jądrowej, nadal służy jako źródło pozyskiwania neutronów.  Farnsworth uzyskał 165 patentów, głównie związanych z radiem i telewizją.